# Pier Paolo Pasolini
Pier Paolo Pasolini (5. marts 1922 – 2. november 1975) er en italiensk forfatter, filosof og filminstruktør, der bl.a. står bag filmatiseringen af klassiske litterære værker som Giovanni Boccaccios Decameron, Geoffrey Chaucers Canterburyfortællinger, Tusind og en Nat samt Marquis de Sades Salo – 120 dage i Sodoma.

## Baggrund
Pasolini voksede op i Norditalien, hvor han blev lærer, skribent og aktivt medlem i kommunistpartiet i den lille by Casarsa della Delizia.  I slutningen af sommeren 1949 blev hans liv vendt på hovedet, da fire drenge påstod, at Pasolini havde bedt dem om at onanere sammen med ham under et træ i udkanten af byen. Kommunistpartiets avis L'Unità var hurtigere til at fordømme ham end retsvæsenet var; de satte en flammende kritik af ham på tryk, hvor han blev stemplet som en repræsentant for borgerlig dekadence. Han blev frataget sit partimedlemskab og mistede sit job. Klokken fem om morgenen 28. januar 1950 satte den 27-årige Pasolini sig på toget til Rom sammen med sin mor. Han bosatte sig ved piazza Costaguti i Roms jødiske ghetto, men flyttede senere ud i forstaden Rebibbia. Selv sagde han, at han var flygtet "som i en roman". 

## Rebellen
Hjemme i Casarsa havde Pasolini følt sig som en synder, men Rom gav ham "fuldstændig erotisk frihed". Han levede her som åbent homoseksuel, lærte raskt det mandlige prostitutionsmiljø rundt om Circus Maximus at kende, og færdedes ved pissoirene og badehusene langs med Tiberen – den gang var det stadig almindeligt at svømme i floden. Han lærte de drenge at kende, der hang ved Engelsborg, og konkurrerede med sin digterkollega Sandro Penna om, hvem af dem, der havde sex med det største antal drenge i et vist tidsrum.
Senere tog han sporvognen fra Largo Argentina-pladsen forbi Porta Portese-markedet ud til udkanten af Trastevere for at møde drenge. 
Pasolini arbejdede også med en enorm energi. I 1954 havde han skabt sig et navn som journalist, skribent og digter, og da han også havde lagt sig penge op ved at arbejde som lærer, flyttede han til den pænere bydel Monteverde Nuovo. I løbet af fem år skrev han to romaner, to digtsamlinger, flere essays, ledede et litterært tidsskrift, skrev tretten filmmanus, oversatte en græsk tragedie og regisserede sin debutfilm, Accattone (= tigger) med Bernardo Bertolucci som assistent. Pasolini var blevet et selvskrevet midtpunkt i Roms litterære saloner, med forfattere som Ivo Calvino og nære venner som Elsa Morante og Alberto Moravia. De spiste ude hver aften, hvis de ikke mødtes til det ugentlige middagsselskab hos skuespillerinden Laura Betti i Via del Babuino, som samlede alt fra pressen, folk fra modeverdenen og gadedrenge. 
Pasolini nåede at blive politianmeldt 33 gange, som regel for at lave umoralske filme. Accattone blev stærkt kritiseret af Kirken for at romantisere prostitution, og ved premieren 23.november 1961 trængte en bande nyfascister, som kaldte sig Nuova Europa (= Nyt Europa), ind i biografen Cinema Barberini på Piazza Barberini, smed blæk på lærredet, flåede stolsæderne løs, og spredte stinkbomber blandt publikum. Pasolini sagde ubekymret: "Hvis fascisterne er ude efter mig, kan de komme derhen, hvor jeg bor." Ved premieren på hans næste film, Mamma Roma, dukkede en bande nyfascistiske studenter op, kaldt Avanguardia Nazionale (= National fortrop), flokkede sig om ham i biograf-lobbyen og skreg skældsord. Han slog den ene ned. Han blev af en professor i psykologi beskrevet som "en instinktiv psykopat, en seksuel afviger, en homoseksuel i den mest absolutte forstand..." Pasolini blev stadig anklaget – og frikendt – for seksualforbrydelser. En forfatter-debutant hævdede at være blevet truet med pistol af Pasolini, men indrømmede senere, at det kun var noget, han havde fundet på i håb om opmærksomhed. 
I sin faste klumme i Italiens største avis, Corriere della Sera, udfoldede Pasolini sit temperament. Han var umulig at sætte i bås – han regnede sig som kommunist, men var ligeglad med partilinjen. Han var ateist, men fordømte skilsmisse. Fremkaldt abort, som ikke blev tilladt i Italien før i maj 1978,  beskrev han som et borgerligt påfund for at gøre heteroseksuelle samlejer nemmere. I hans øjne var homoseksualitet en bedre præventions-strategi. Han foreslog at forbyde fjernsyn, fordi udsendelserne sløvede befolkningen. Langt hår hos mænd som en protest mod samfundet beskrev han som en illusion. Langt hår var, ifølge Pasolini, snarere en vulgær måde at lade som om man er fri på, i et samfund uden frihed. 
Han støttede ikke studenteroprørene i 1968. Han var imod politiet som institution, men studenteroprørene ramte jo ikke institutionen, men de mænd, som var udkommanderet for at repræsentere den, og disse kom fra underklassen og var "de fattiges børn". Han forstod heller ikke, hvorfor man skulle lade sig inspirere af hippiebevægelsen fra USA med blomster i håret, når europæere vidste så meget mere om revolution. Optøjerne var i hans øjne kun narrestreger af borgerskabets børn. 

## Mordet
14. november 1974 skrev Pasolini, som et ekko af Emile Zolas "J'accuse!", en artikel i Corriere della Sera med overskriften "Jeg ved": "Jeg ved, hvem der stod bagved attentatet i Milano i 1969. Jeg kender navnene på dem, der stod bagved bomberne i Bologna og Brescia i 1974...Jeg ved, hvad de hedder, dem, der mellem én messe og den næste har stillet sig til rådighed for og givet politisk beskyttelse til gamle generaler, til unge nyfascister...og til almindelige kriminelle, som helt til nu har været navnløse, og måske altid vil være det." Artiklen vakte opsigt. Pasolini nævnede ingen navne, for han manglede beviser; men det, skrev han, fandtes der politikere og journalister, som havde. De var blot for bange til at stå frem. "Hvem skal så komme med de navne? Det må være den, som ikke kun har det nødvendige mod, som ikke er kompromitteret af at udøve magt, en som ikke har noget at tabe: Altså en intellektuel." Artiklen kunne læses som en opfordring: "Ved I noget, så er jeg her og kan røbe det for jer." Måske var det en advarsel til dem med magt: "Jeg ved, hvad I laver. Det skal I ikke slippe godt fra." 
Lørdag eftermiddag 1.november 1975 mødtes Pasolini med den kendte journalist Furio Colombo.  Pasolini foreslog "Vi er alle i fare" som overskrift på interviewet. De blev enige om, at Pasolini skulle skrive en tilføjelse, som han ville give Colombo den følgende dag. Senere lørdag aften plukkede Pasolini en drengeprostitueret, Pino Pelosi, op ved Piazza Esedra, ikke så langt fra Termini-banegården. De to havde aldrig mødtes før. De spiste et måltid på Pasolinis stamrestaurant Al Biondo Tevere (= Ved den blonde Tiber), mens Pasolini spurgte Pelosi om hans liv. Halv tolv brød de op, satte sig i Pasolinis grå bil og kørte til Ostia. Den officielle version af det følgende var, at Pasolini forsøgte at voldtage drengen, der satte sig til modværge og slog Pasolini i hovedet med et gammelt vejskilt. Det hed sig, at han dræbte Pasolini i selvforsvar, vaskede blodet af ved en vandhane i nærheden, satte sig i bilen og kørte ind mod Rom, hvor han blev standset af politiet. 
Om morgenen 2. november 1975 blev Pasolini fundet dræbt på stranden ved Ostia. Hans hoved var slået ind, hans fingernegle var knust, og det ene øre halvvejs revet af.  Han var overkørt af en bil, og skamslået til det ugenkendelige. Tolv dage senere fik journalisten Oriana Fallaci en artikel trykt i L'Europeo. Hun havde fået vidner i tale, som ikke turde stå frem eller fortælle noget til politiet. Den ene fortalte, at han havde set tre mænd – den ene var Pelosi – gå los på Pasolini den nat. De kaldte ham et svin mens de slog, og to af dem kørte ham over med hans egen Alfa Romeo. Vidnet havde også set gerningsmændenes ansigter, da de forsvandt på motorcykel. Det virkede som et planlagt angreb, og sammenfaldt med lægens påstand, da han havde foretaget obduktionen, at Pelosi alene ikke kunne have udøvet så grotesk vold, uden at få andre spor end en blodplet nederst på sit ene bukseben og én på ærmet af sweateren. Pasolini var i udmærket form, og havde året forinden jaget en ungdomsbande væk, der havde truet ham og hans "bøssevenner". Den syttenårige Pelosi med sine 60 kilo og 1,70 cm kunne simpelthen ikke have skadet ham sådan. Alligevel blev Pelosi 26. april 1976 dømt til ni års fængsel for drabet. Retten slog fast, at han ikke kunne have været alene om det, men at andre, ukendte personer deltog. I to senere retsinstanser bortfaldt den del af dommen, som omtaler andre gerningsmænd og i 1979 konkluderede dommen med, at Pelosi nok alligevel var alene om mordet. Først i 2005 fortalte han i et TV-interview, at han var gået med Pasolini for at have sex med ham for betaling; men da Pelosi lod vandet ved et gærde, dukkede tre mænd pludselig frem fra et skovholt, trak Pasolini ud af bilen og slog ham ihjel. De truede Pelosi med, at han og hans familie kom til undgælde, hvis han fortalte, hvad der var sket. I 2005 var Pelosis pårørende døde, og det var omsider muligt for ham at fortælle historien. I september samme år vedtog retsvæsenet i Rom imidlertid, at den dømtes udsagn ikke vejede tungt nok for en genoptagelse af sagen. 

## Efter hans død
Først i 1992 udkom Pasolinis ufuldendte roman, Petrolio,  en 500 siders beskrivelse af det kristeligdemokratiske partis manøvrer for at beholde magten, og af det statslige olieselskab ENI, hvis grundlægger Enrico Mattei døde under mystiske omstændigheder i 1962. En af Pasolinis venner kendte til, at Pasolini kort før sin død havde modtaget yderst kompromitterende dokumenter om en kendt, kristeligdemokratisk politiker. Der mangler noget i den Petrolio, der omsider blev trykt, og det forlød, at en blank side i bogen er indsat i stedet for et manglende kapitel, som indeholdt de virkelige afsløringer. En af Berlusconis nærmeste medarbejdere, senator Marcello Dell'Utri, dømt i to retsinstanser for samarbejde med mafiaen, fortalte i foråret 2010, at han havde haft det forsvundne kapitel mellem hænderne og bladret i det, og at det straks ville blive offentliggjort på en litteraturfestival. I stedet forsvandt kapitlet igen, uden at Dell'Utri kunne forklare, hvad der var sket. 
Efterforskningen af mordet kan anses som en skandale. Drabsstedet var aldrig afspærret, og nysgerrige tilskuere vadede frem og tilbage. Pasolinis bil, der var sprøjtet med blod, stod ude i regnen i tre dage, før nogen kom i tanke om, at den burde stå under tag. Da den franske præsident François Mitterrand kom på statsbesøg til Italien, bad han om at se stedet, hvor Pasolini var dræbt. Men der fandtes intet monument; kun en bunke skrald. Senere blev der dog rejst et mindesmærke for Pasolini i Ostia.  Pino Pelosi, der blev dømt for drabet, havde som en del af sin straf i en årrække ansvaret for at holde det rent og pænt. I foråret 2010 blev sagen om Pasolinis mord genoptaget, i håb om nye, tekniske spor. 

## Filmografi i udvalg
- Luderkarlen Accattone (1961)
- Mamma Roma (1962)
- Matthæusevangeliet (1964)
- Kong Ødipus (1967)
- Skandalen i Milano (1968)
- Medea (1969)
- Svinestien (1969)
- Decameron (1971)
- Canterbury-fortællingerne (1972)
- Tusind og en nat (1974)
- Salò eller de 120 dage i Sodoma (1975)